# Żory
Żory é um município da Polônia, na voivodia da Silésia. Estende-se por uma área de 65 km², com 61 942 habitantes, segundo os censos de 2016, com uma densidade de 958,3 hab/km².